# Амр ибн Лейс
Амр ибн аль-Лейс ас-Саффар (перс. عمرو لیث صفاری‎‎) (араб. عمرو بن الليث‎‎; ? — 902) — эмир государства Саффаридов (879—900); брат основателя династии Саффаридов Якуба ас-Саффара.

## Биография
В юности Амр ибн Лейс сперва был погонщиком мулов или ослов, потом каменщиком и лишь позднее примкнул к своему брату. После смерти последнего в 879 году, провозглашённый его войском предводителем, Амр подчинился халифу и получил во владение провинции Хорасан, Фарс, Исфахан, Систан, Керман и Синд.
Никем не оспариваемого владычества в Хорасане он добился только после жестокой борьбы со своими противниками Ахмедом ибн Абдаллахом аль-Худжустани, Рафи' ибн Харсамой и Хусейном ибн Тахиром. Во время этой борьбы халиф дважды, в 885 и 890 годах, объявлял его низложенным, в первый раз его также проклинали с кафедр. Окончательное утверждение в качестве наместника он получил в 892 году, однако лишь в 896 году ему удалось устранить своего последнего врага, Рафи' ибн Харсаму.

## Смерть
Подобно прежним наместникам Хорасана, он также хотел соединить с этим наместничеством господство над Мавераннахром и требовал, чтобы халиф пожаловал ему эту провинцию. Его желание было исполнено в феврале 898 года, и эмир Исмаил Самани был объявлен низложенным. Однако Исмаил опередил своего врага: в 899 году полководец Амра Мухаммед ибн Башар был разбит и погиб. Следующей весной сам Амр был захвачен в плен в сражении под Балхом и вскоре после этого (901 год) отправлен в Багдад. В 902 году находящийся при смерти халиф аль-Мутадид приказал его убить.
Амр управлял своим государством и войском твёрдой рукой. Такого порядка, как в его правление, в Хорасане не было до этого долгое время. Как и при Якубе, при Амре фактически проводилось равенство всех подданных перед властью военного деспота. Знатные находились под строгим надзором через специально приставленных шпионов и сами не имели права плохо обращаться со своими рабами. В источниках Амр часто изображается как жадный, скупой и потому непопулярный государь. Тем не менее ему приписывается возведение многих общественно полезных построек как в его столице Нишапуре, так и на его родине, в Систане.